# 秘鮋
秘鮋為輻鰭魚綱鮋形目鮋亞目鮋科的其中一種，為熱帶海水魚，分布於東太平洋美國加州至智利北部海域，棲息深度0-30公尺，體長可達45.7公分，棲息在沿岸海草生長岩石底層水域，生活習性不明，可做為食用魚。